# کرن (کاشاتاق)
کرن (به ارمنی: Կերեն) یک منطقهٔ مسکونی در جمهوری آرتساخ است که در استان کاشاتاق واقع شده‌است.